# Els supervivents
"Els supervivents" (títol original en anglès "The Survivors") és el tercer episodi de la tercera temporada de la sèrie de televisió de ciència-ficció estatunidenca Star Trek: La nova generació, i el 51è de tota la sèrie, que es va emetre originalment el 9 d'octubre de 1989, en redifusió als Estats Units. Fou dirigit per Les Landau amb guió de Michael B. Wagner.
Ambientada al segle XXIV, la sèrie segueix les aventures de la tripulació de la nau de la Flota Estel·lar de la Federació Enterprise-D. En aquest episodi, l' Enterprise arriba a una colònia de la Federació on tots menys dos dels 11.000 habitants han estat assassinats per un misteriós atacant. Els dos supervivents, Kevin i Rishon Uxbridge, una parella d'ancians (interpretats per John Anderson i Anne Haney), rebutgen ajuda i no volen ser rescatats. La tripulació de l' Enterprise ha de determinar per què només queden dos supervivents en un planeta d'una altra manera obliterat.

## Argument
És l'any 2366 data estel·lar 43152.4. La nau estel·lar de la Federació Enterprise-D, sota el comandament del capità Jean-Luc Picard, respon a una crida de socors d'una colònia de la Federació a Delta Rana IV i descobreix que el planeta està devastat i sense vida, llevat d'un tros de terra que conté una casa i vegetació. Transportat a la superfície, l'equip visitant es troba amb els ocupants humans de la casa, Kevin i Rishon Uxbridge, que afirmen haver presenciat l'atac que va destruir la colònia, però desconeixen que són els únics supervivents. L'equip, no trobant res d'interès excepte una petita caixa de música, insisteix que els Uxbridge tornin a l' Enterprise per seguretat, però es neguen. A bord de l' Enterprise, la consellera Troi comença a escoltar la música de la caixa de música a la seva ment constantment, cada repetició una mica més forta que l'anterior, cosa que finalment la redueix a crits histèrics. La Dra. Crusher es veu obligada a posar-la en un coma induït.
Una nau espacial desconeguda apareix i ataca l' Enterprise, després fuig. L' Enterprise la persegueix però no pot avançar a la nau espacial; finalment el capità Picard ordena a l' Enterprise tornar al planeta. Picard es transporta a la superfície personalment; Kevin suggereix que es van salvar perquè són pacifistes. Quan l'equip visitant torna, la nau espacial torna a aparèixer en òrbita, però Picard ordena a l'Enterprise que abandoni el sistema primer, creient que la tripulació està jugant amb ells.
Tornant de nou al planeta, Picard es transporta a la superfície per suplicar als Uxbridge que marxin amb ell. Després de ser rebutjat una altra vegada, Picard els diu que l' Enterprise romandrà per protegir-los mentre visquin, i torna al vaixell. La nau espacial alienígena apareix de nou i destrueix la casa dels Uxbridge. Picard ordena un atac a la nau i, a diferència de les trobades anteriors, la destrueix fàcilment. Sospitant, Picard fa que l' Enterprise es mogui a una òrbita més alta; al cap de poc temps, la casa dels Uxbridge reapareix.
Picard ordena que els Uxbridge siguin enviats a l' Enterprise i s'enfronta a Kevin amb les seves sospites: la casa de Kevin i Rishon va ser destruïda en l'atac i Rishon va ser assassinat, però Kevin, que no és humà, els ha recreat a tots dos i ha creat el vaixell de guerra alienígena per dissuadir l' Enterprise d'investigar. Kevin admet la veritat i l'il·lusòria Rishon desapareix. Elimina la música tortuosa que havia posat a la ment de Troi per evitar que telepàticament l'identifiqués.
Kevin revela que ell és un Douwd, un ésser d'energia immortal amb grans poders, que es va enamorar de Rishon i es va establir amb ella a Rana IV. Quan el planeta va ser atacat per una espècie agressiva i destructiva anomenada Husnock, es va negar a unir-se a la lluita d'acord amb el pacifisme de la seva espècie. Rishon, però, va morir defensant la colònia. Afligit pel dolor, Kevin va atacar amb els seus immensos poders i va exterminar tota l'espècie Husnock, més de 50.000 milions. Horroritzat pel seu crim, va escollir l'auto-exili al planeta, creant les rèpliques de Rishon i la seva casa per passar la resta de l'eternitat. Picard afirma que no estan qualificats per ser el seu jutge, ja que no tenen lleis que encaixin amb el seu delicte. L' Enterprise deixa en pau en Kevin i la seva il·lusió. Més tard, Picard opina en el seu registre que a un ésser tan poderós com Kevin és millor deixar-lo sol.

## Repartiment i doblatge al català
La sèrie va ser doblada al català pels estudis Tramontana (primera part) i Soundtrack (segona part) i emesa a TV3 l’any 1991. Els dobladors de l'episodi foren:
| Personatge      | Actor/actriu    | Veu en català   |
| --------------- | --------------- | --------------- |
| Jean-Luc Picard | Patrick Stewart | Joan Crosas     |
| William Riker   | Jonathan Frakes | Antoni Forteza  |
| Data            | Brent Spinner   | Joaquim Sota    |
| Geordi La Forge | LeVar Burton    | Aleix Estadella |
| Worf            | Michael Dorn    | Enric Arquimbau |
| Beverly Crusher | Gates McFadden  | Aurora Garcia   |
| Deanna Troi     | Marina Sirtis   | Victòria Pagès  |
| Wesley Crusher  | Will Wheaton    | Roger Pera      |
| Kevin Uxbridge  | John Anderson   | Isidro Sola     |
| Rishon Uxbridge | Anne Haney      | Marta Martorell |

## Producció
El títol provisional d'aquest episodi era The Veiled Planet.
Els dos actors convidats eren significativament més joves que els seus papers. Segons el guió, se suposava que Kevin i Rishon Uxbridge tenien 85 i 82 anys, respectivament. John Anderson i Anne Haney només tenien 66 i 55 anys respectivament quan el van rodar. John Anderson havia perdut la seva dona només un any abans de rodar Els supervivents i gairebé va rebutjar el paper de Kevin Uxbridge. Anne Haney també va interpretar a Els Renora a "Dax", episodi 8è de la primera temporada de Star Trek: Deep Space Nine.

## Recepció
Keith DeCandido va valorar Els supervivents el 2011 a tor.com com un molt bon episodi de Star Trek: la nova generació, que malauradament va rebre massa poca atenció en la percepció pública. De Candido va trobar la història ben escrita, el concepte de ciència-ficció subjacent emocionant i els dos actors convidats excel·lents.
A la classificació de Cleveland.com dels 25 dels millors episodis de Star Trek abans de Star Trek: Discovery, aquest episodi, "Els supervivents" va ser classificat com el 24è millor de Star Trek.

## Estrena
El 21 de març de 1995 "Els supervivents" i "Qui vigila als vigilants?" es van publicar en LaserDisc als Estats Units.
Aquest va ser llançat al Japó a LaserDisc el 5 de juliol de 1996, al conjunt de mitja temporada Log. 5: Third Season Part.1 per CIC Video. Això incloïa episodis fins a "Una qüestió de perspectiva" en discs òptics de 12 polzades en ambdues cares. El vídeo estava en format NTSC amb pistes d'àudio tant en anglès com en japonès.
L'episodi es va publicar amb la caixa del DVD de la tercera temporada de Star Trek: La nova generació, llançat als Estats Units el 2 de juliol de 2002. Tenia 26 episodis de la temporada 3 en set discos, amb una pista d'àudio Dolby Digital 5.1. Va ser llançat en Blu-ray d'alta definició als Estats Units el 30 d'abril de 2013.